# Euhagena leucozona
Euhagena leucozona is een vlinder uit de familie wespvlinders (Sesiidae), onderfamilie Sesiinae.
Euhagena leucozona is voor het eerst wetenschappelijk beschreven door Hampson in 1919. De soort komt voor in het Oriëntaals gebied.